# Балябин, Василий Иванович
Василий Иванович Балябин (9 января 1900, село Второй Булдуруй, Чалбучинская станица Забайкальской области, ныне Булдуруйское сельское поселение, Нерчинско-Заводский район, Забайкальский край — 22 сентября 1990, Чита) — русский писатель.  Заслуженный работник культуры РСФСР (1985).

## Биография
Из казаков, сын надзирателя Горно-Зерентуйской каторжной тюрьмы. По его собственным словам, «учился три зимы в сельской школе, две зимы в двухклассном училище и три года в частной школе, организованной бывшими политкаторжанами… в селе Горный Зерентуй». С 14 лет пошёл работать по найму. Участник Гражданской войны на стороне большевиков. В 1919—1921 годах работал в амурской флотилии рулевым на пароходе. В начале 20-х годов служил командиром отряда ЧОН на советско-китайской границе. С 1923 года — первый председатель Нерчинско-Заводского сельсовета. Работал в тресте «Золотопродснаб» НКВД. С 1923 года — член КПСС. В 1933 году исключён из партии как активный участник «правого уклона» и осуждён на три года. Участник Великой Отечественной войны.
После войны начал писательскую карьеру. В 1952 году реабилитирован. С 1953 года — член Союза писателей.

## Творчество
Начал публиковаться с 1945 года в альманахе «Новая Сибирь». Первый заметный роман — «Голубая Аргунь» (1951). Наиболее значительное произведение Балябина — роман-эпопея «Забайкальцы» (1959), написанный под сильным влиянием Шолохова и посвящённый жизни забайкальского казачества в предреволюционные и революционные годы. Повесть «Комса» (1973) и роман «Ленковщина» (1983) также посвящены событиям 1920-х годов.

## Награды и звания
- орден Трудового Красного Знамени (08.01.1980)[2]
- орден «Знак Почёта» (28.10.1967)
- медали
- Заслуженный работник культуры РСФСР (20.03.1985)
- Лауреат Премии СП РСФСР (1989).
- Почётный гражданин Читы (1975)

## Интересные факты
- Сын — Ким Балябин, по образованию инженер, большую часть жизни проработал газоэлектросварщиком на Камчатке, но выйдя на пенсию, тоже занялся литературным трудом, опубликовал сборник стихов и рассказов.
- Согласно семейному преданию, в реальном роду Балябиных в годы Гражданской войны произошел раскол на красных и белых. Однако всех своих родственников, ставших прототипами героев романа «Забайкальцы» Балябин вывел исключительно как сторонников Советской власти, вне зависимости от их реальных политических взглядов в те годы.